# Geikiidae
Geikiidés
Famille
Genres de rang inférieur
- † Bulbasaurus
- † Idelesaurus
- † Odontocyclops
- †Geikiinae
  - † Aulacephalodon
  - † Geikia
  - † Pelanomodon

Les geikiidés (Geikiidae) sont une famille de thérapsides dicynodontes ayant vécu durant le Permien supérieur.

## Présentation
Des fossiles sont connus de Russie, d'Écosse, d'Afrique du Sud, de Zambie et de la Tanzanie. La famille est nommée pour la première fois par Franz Nopcsa en 1923, bien que la description de la famille par Friedrich von Huene en 1948 l'ait mise dans l'usage courant. Von Huene établi les Geikiidae comme une famille monotypique pour le genre Geikia, alors connue d'Écosse. Il distinguait Geikia de tous les autres dicynodontes car il lui manquait un os prépariétal. Les contours sur les os du toit du crâne ne pouvaient cependant pas être vus, ce qui signifie que cette caractéristique était incertaine chez les geikiidés. Les geikiidés étaient à l'origine classés comme proches parents de Dicynodon et Lystrosaurus, mais les caractères qui reliaient ces dicynodontes se retrouvent également sous de nombreuses autres formes. Il est plus probable que les caractéristiques observées chez Dicynodon et Lystrosaurus, telles que des orbites largement séparées, aient évolué en parallèle chez les geikiidés.